# 3. etape af Post Danmark Rundt 2011
Tredje etape af Post Danmark Rundt 2011 var en 181,3 km lang etape. Den blev kørt den 5. august fra Aarhus til Vejle. Etapen blev betegnet som løbets "kongeetape", på grund af de 3 omgange på stigningen ved Kiddesvej i Vejle.
- Etape: 3. etape
- Dato: 5. august
- Længde: 181,3 km
- Rute: Aarhus – Borum – Gjern – Silkeborg – Ry – Yding Skovhøj – Ejer Bavnehøj – Uldum – Grejsdalen – Jennum – Nørre Vilstrup – og 3 omgange á 5,5 km omkring Kiddesvej i Vejle.
- Gennemsnitshastighed: 40,3 km/t

## Point- og bakkespurter

### 1. pointspurt (Uldum)
Efter 126,1 km i Uldum
| 1. plads | Rasmus Guldhammer | Team Concordia Forsikring-Himmerland | 5 point | 3 bonussekunder |
| 2. plads | René Jørgensen    | Team Christina Watches-Onfone        | 3 point | 2 bonussekunder |
| 3. plads | Martin Pedersen   | Team Leopard-Trek                    | 1 point | 1 bonussekund   |

### 2. pointspurt (Nørre Vilstrup)
Efter 157,8 km i Nørre Vilstrup
| 1. plads | Pim Ligthart   | Vacansoleil-DCM   | 5 point | 3 bonussekunder |
| 2. plads | Michael Mørkøv | Saxo Bank-SunGard | 3 point | 2 bonussekunder |
| 3. plads | Simon Gerrans  | Team Sky          | 1 point | 1 bonussekund   |

### 1. bakkespurt (Sorring)
Efter 24 km ved Sorring
| 1. plads | Martin Pedersen   | Team Leopard-Trek                    | 10 point |
| 2. plads | Rasmus Guldhammer | Team Concordia Forsikring-Himmerland | 6 point  |
| 3. plads | René Jørgensen    | Team Christina Watches-Onfone        | 4 point  |
| 4. plads | Rolf Nyborg Broge | Team Post Danmark                    | 2 point  |

### 2. bakkespurt (Gl. Laven)
Efter 58,8 km ved Gl. Laven
| 1. plads | Martin Pedersen   | Team Leopard-Trek                    | 10 point |
| 2. plads | Rasmus Guldhammer | Team Concordia Forsikring-Himmerland | 6 point  |
| 3. plads | René Jørgensen    | Team Christina Watches-Onfone        | 4 point  |
| 4. plads | Rolf Nyborg Broge | Team Post Danmark                    | 2 point  |

### 3. bakkespurt (Yding Skovhøj)
Efter 91,8 km på Yding Skovhøj
| 1. plads | Martin Pedersen   | Team Leopard-Trek                    | 10 point |
| 2. plads | Rasmus Guldhammer | Team Concordia Forsikring-Himmerland | 6 point  |
| 3. plads | René Jørgensen    | Team Christina Watches-Onfone        | 4 point  |
| 4. plads | Rolf Nyborg Broge | Team Post Danmark                    | 2 point  |

### 4. bakkespurt (Grejsdalen)
Efter 142,6 km ved Grejsdalen
| 1. plads | Martin Pedersen   | Team Leopard-Trek             | 10 point |
| 2. plads | René Jørgensen    | Team Christina Watches-Onfone | 6 point  |
| 3. plads | Romain Delalot    | Cofidis                       | 4 point  |
| 4. plads | Rolf Nyborg Broge | Team Post Danmark             | 2 point  |

## Resultatliste
|    | Navn              | Land       | Hold                            | Tid     |
| -- | ----------------- | ---------- | ------------------------------- | ------- |
| 1  | Jakob Fuglsang    | Danmark    | Team Leopard-Trek               | 4:29.38 |
| 2  | Simon Gerrans     | Australien | Team Sky                        | + 0.02  |
| 3  | Daniele Bennati   | Italien    | Team Leopard-Trek               | + 0.11  |
| 4  | Niki Østergaard   | Danmark    | Glud & Marstrand-LRØ Rådgivning | + 0.13  |
| 5  | Bert-Jan Lindeman | Holland    | Vacansoleil-DCM                 | + 0.13  |
| 6  | Rémi Cusin        | Frankrig   | Cofidis                         | + 0.13  |
| 7  | Michael Mørkøv    | Danmark    | Saxo Bank-SunGard               | + 0.13  |
| 8  | Matti Breschel    | Danmark    | Rabobank                        | + 0.13  |
| 9  | Stefan Denifl     | Østrig     | Team Leopard-Trek               | + 0.13  |
| 10 | Damien Gaudin     | Frankrig   | Europcar                        | + 0.13  |
| 11 | Jérôme Cousin     | Frankrig   | Europcar                        | + 0.13  |
| 12 | Lasse Bøchman     | Danmark    | Glud & Marstrand-LRØ Rådgivning | + 0.13  |
| 13 | Dmitrij Kozontjuk | Rusland    | Geox-TMC                        | + 0.13  |
| 14 | Martin Mortensen  | Danmark    | Team Leopard-Trek               | + 0.13  |
| 15 | Daniele Colli     | Italien    | Geox-TMC                        | + 0.13  |

|    | Navn              | Land           | Hold                            | Tid      |
| -- | ----------------- | -------------- | ------------------------------- | -------- |
| 1  | Simon Gerrans     | Australien     | Team Sky                        | 13:03.15 |
| 2  | Matti Breschel    | Danmark        | Rabobank                        | + 0.04   |
| 3  | Daniele Bennati   | Italien        | Team Leopard-Trek               | + 0.08   |
| 4  | Michael Mørkøv    | Danmark        | Saxo Bank-SunGard               | + 0.09   |
| 5  | Bert-Jan Lindeman | Holland        | Vacansoleil-DCM                 | + 0.17   |
| 6  | Daniele Colli     | Italien        | Geox-TMC                        | + 0.18   |
| 7  | Niki Østergaard   | Danmark        | Glud & Marstrand-LRØ Rådgivning | + 0.18   |
| 8  | Damien Gaudin     | Frankrig       | Europcar                        | + 0.18   |
| 9  | Dario Cioni       | Italien        | Team Sky                        | + 0.18   |
| 10 | Jérôme Cousin     | Frankrig       | Europcar                        | + 0.18   |
| 11 | Zico Waeytens     | Belgien        | Topsport Vlaanderen-Mercator    | + 0.29   |
| 12 | Andrea Pasqualon  | Italien        | Colnago-CSF Inox                | + 0.34   |
| 13 | Sébastien Turgot  | Frankrig       | Europcar                        | + 0.34   |
| 14 | Alex Dowsett      | Storbritannien | Team Sky                        | + 0.41   |
| 15 | Pim Ligthart      | Holland        | Vacansoleil-DCM                 | + 0.46   |

## Ekstern henvisning
- Etapeside Arkiveret 4. marts 2016 hos  Wayback Machine på postdanmarkrundt.dk Arkiveret 6. marts 2007 hos  Wayback Machine